# Galluskapelle (Oberstammheim)

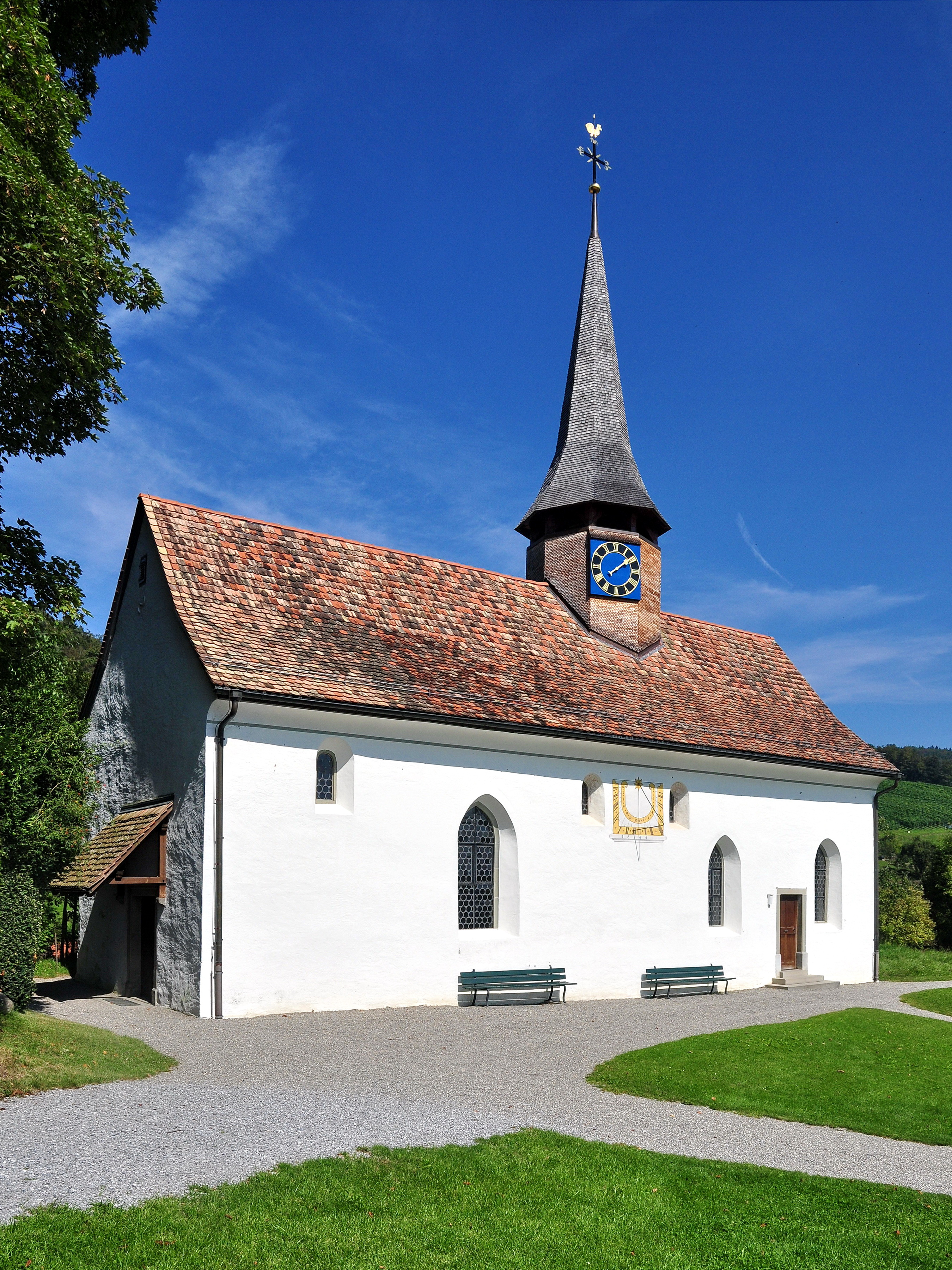
Galluskapelle

Die reformierte Galluskapelle in Oberstammheim, gilt als ältestes Kirchenbauwerk im Stammheimertal. Ihr romanischer Kernbau geht ins 11./12. Jahrhundert zurück. Durch ihre hochgotischen Fresken aus dem Anfang des 14. Jahrhunderts gilt sie als wichtiges Kulturgut. Deshalb steht sie auch unter eidgenössischem Denkmalschutz und wird geführt in der Liste der Kulturgüter von nationaler Bedeutung im Kanton Zürich.

## Geschichte
Die Ortschaft Stammheim bzw. ein Hof in Stammheim selber wird schon in den Jahren 761 und 879 in Schenkungsurkunden des Klosters St. Gallen erwähnt. In der Urkunde von 879 ist auch eine Kapelle erwähnt. Es wird allerdings ein später vorgenommener Neubau dieser Kapelle angenommen. Denn wenn auch für die Entstehung des romanischen Kernbaus schriftliche Quellen fehlen, kann anhand des Baustils eine Erbauung im 11. oder 12. Jahrhundert angenommen werden. 
In die Zeit der Herren von Klingenberg, welche ab 1303 das Amt als Vögte übernommen hatten, wird auch die Ausmalung mit den heute erhaltenen Fresken erfolgt sein. Sie werden auf um 1320 datiert und einem Meister im Umkreis der Manessischen Handschrift zugeordnet. Denn um 1320 wurde die Kapelle in westlicher Richtung verlängert.
Der Ort und damit auch die Kapelle kam 1464 zu Kanton Zürich. Für das Jahr 1504 sind Umbauarbeiten belegbar. So wurden Spitzbogenfenster eingebaut und der Innenraum im spätgotischen Stil bemalt. Anlässlich der Reformation wurden die gesamte Bemalung übertüncht.
Die Kapelle wurde 1706 erweitert. Dabei wurde das Schiff in westlicher und östlicher Richtung verlängert. Dabei wurde auch der Chor aufgegeben, und Anstelle des Chorbogens ein Holzpfeiler eingezogen. Vermutlich wurde damals auch das Fenster in der östlichen Chorwand zugemauert. Das gesamte Gebäude kam damals unter das heute erhaltene einheitliche Dach mit Dachreiter. Die damals mit eingebaute Holzdecke wurde 1814 durch eine Gipsdecke ersetzt.

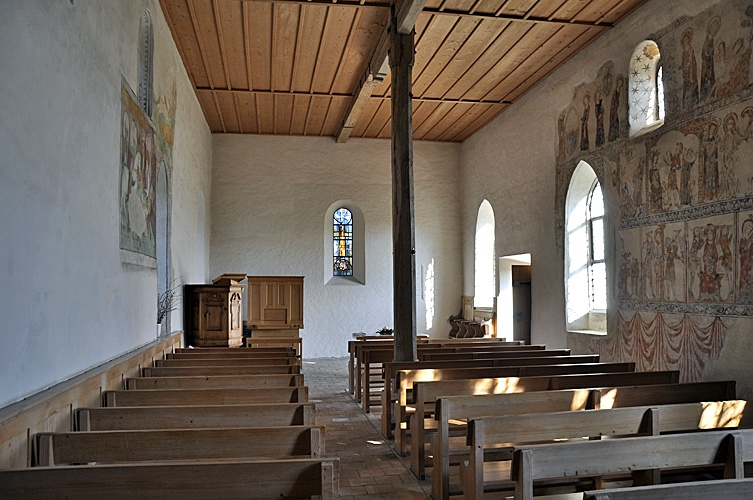
Inneres der Kapelle

Bei Untersuchungen für eine anstehende Renovierung wurde 1896 durch den Pfarrer Alfred Farnen und den Kunsthistoriker Robert Durrer die übertünchten Wandmalereien entdeckt. Diese wurden anlässlich einer Renovation 1909 wieder freigelegt und gesichert.
Anlässlich der Restaurierung zwischen 1964 und 1968 wurde die Gipsdecke durch eine hölzerne Decke ersetzt. Bei dieser Restaurierung wurde im Chor auch das zugemauerte romanisches Fenster entdeckt und wieder geöffnet.

## Ausstattung

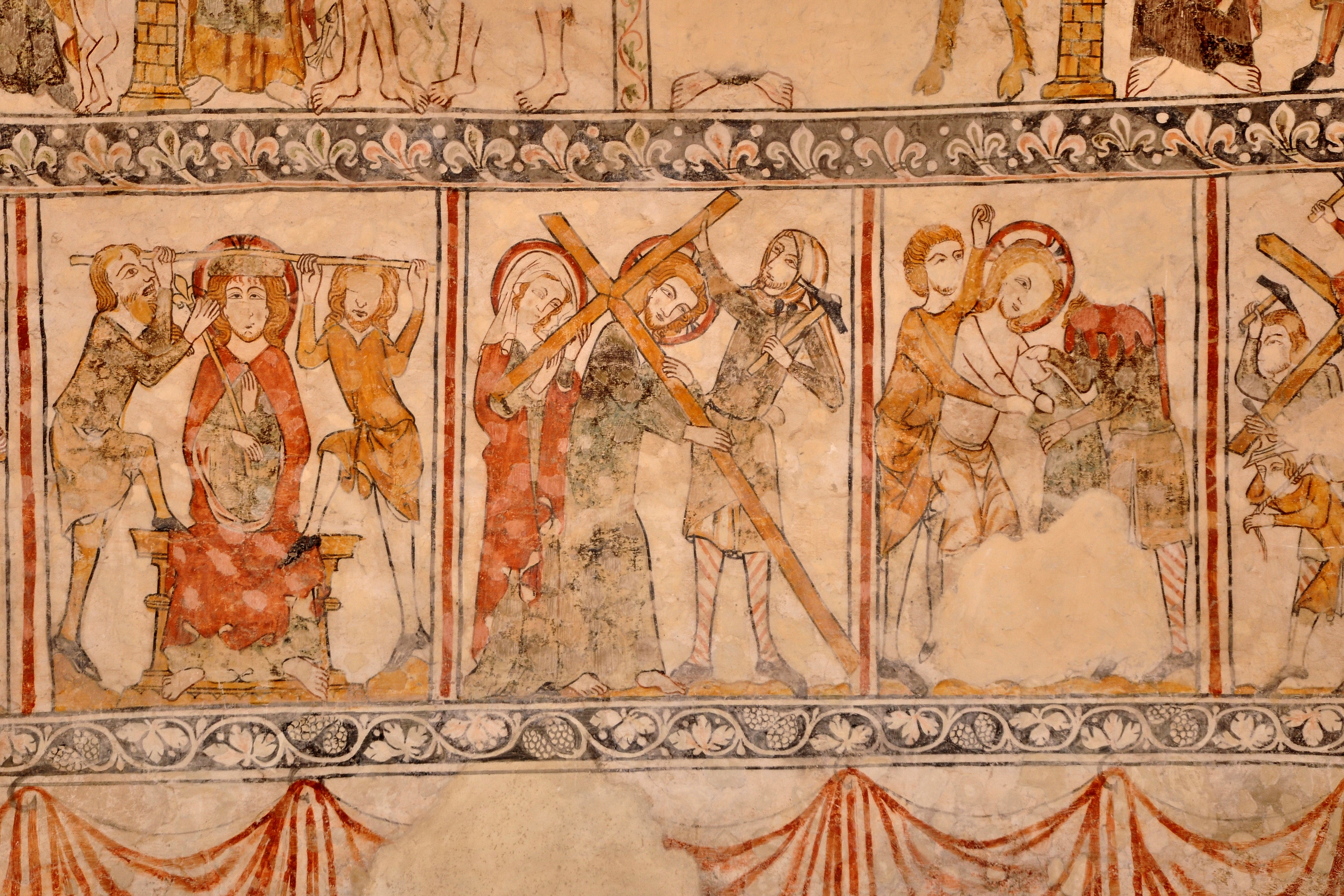
Teil der Passionszene

An der Südwand finden sich die Wandmalereien von 1320. Sie in drei Bildstreifen zu unterteilen. Der oberste stellt die Schöpfungsgeschichte dar, was für diese Zeit eher ein seltenes Motiv ist. Der mittlere Streifen zeigt Szenen aus der Jugend Christi, welche durch gemalte Architekturteile getrennt werden. Und der unterste Streifen vergegenwärtigt die Passion Christi.
An der Nordwand findet sich zwei Fragmente der spätgotischen Wandmalerei von 1504. Einmal der Drachenkampf des Heiligen Georg, sowie eine Szene aus dem Leben des heiligen Eligius.
Die sechseckige hölzerne Kanzel wurde im 19. Jahrhundert eingebaut. Das Glasfenster in der Chorwand, wurde 1967 von Hans Affeltranger angefertigt.